# Крохан Вадим Валерійович
Вадим Валерійович Крохан (* 5 січня 1972, Хмельницький) — український футболіст, півзахисник, та тренер.

## Кар'єра гравця
Випускник хмельницького клубу «Поділля», де в 1989 році почав свою кар'єру. У 1992 році виступав у кольорах «Хіміка», ЦСК ЗСУ в Житомирі та Києві відповідно. Потім захищав честь подільської команди «Адвіс» (Хмельницький), тоді «Норд-АМ-Поділля» (Хмельницький) та «Темп-Адвіс» (Хмельницький). На початку 1996 року відправився в Росію, де захищав кольори клубів «Ізумруд» (Тимашевськ) і «Торпедо» (Таганрог). Після року гри в українському «Металург» (Донецьк), у 2000 році виїхав за кордон, цього разу в Молдавію, де виступав у клубах «Рома» та «Олімпія» міста Бєльці. У 2001 році повернувся в рідне «Поділля» (Хмельницький). У 2004 році переїхав до Білорусі у клуб «Славія» (Мозир). У 2007 році закінчив кар'єру гравця, після виступів у російському другому дивізіоні, в «Локомотиві-КМВ» (Мінеральні Води).

## Тренерська кар'єра
Після завершення кар'єри гравця став футбольним тренером. Спочатку працював помічником головного тренера, а з 17 жовтня 2011 року до листопада 2013 року працював головним тренером «Динамо» (Хмельницький).